# Will Catlett
William Catlett, född 16 oktober 1982 i Alexandria, Virginia, är en amerikansk skådespelare och filmproducent.

## Karriär
Catlett började sin karriär med mindre roller i tv-serier som The Mentalist, Insecure och Brothers in Atlanta. Han spelade huvudrollen i Issa Raes YouTube-serie First och i Black & Sexy TV:s That Guy. År 2018 fick han stort genomslag med rollen som Yasir i tv-serien Love Is på OWN, där han även arbetade i manusgruppen.
Han har producerat serien Giants för Issa Rae Presents, kortfilmen Stages och serien Garden Hills. Catlett samarbetade åter med Salim och Mara Brock Akil i superhjälteserien Black Lightning där han spelade rollen som Lala.
År 2020 medverkade han i filmen Charm City Kings och år 2021 i Netflix-serien True Story tillsammans med Kevin Hart och Wesley Snipes, för vilken han nominerades till en NAACP Image Award.
Han har även medverkat i ’‘Lovecraft Country’‘. År 2023 spelade han rollen som Lucky i dramat’‘A Thousand and One’‘.
År 2024 spelade han Rickles i skräckkomedin Abigail och Paul i Apple TV+-serien Constellation.

## Filmografi

### Film
- 2020 – Charm City Kings – Rivers
- 2020 – Force of Nature – Griffin
- 2022 – The Devil You Know – Drew
- 2023 – A Thousand and One – Lucky
- 2024 – Abigail (film) – Rickles
- 2024 – Color Book – Lucky
- 2024 – Never Let Go – Poppa

### TV
- 2012–2015 – That Guy – Mike (17 avsnitt)
- 2013 – The Mentalist – Patient (gästavsnitt)
- 2014–2015 – First (TV-serie) – Charles (15 avsnitt)
- 2015 – Born Again Virgin – Anderson
- 2017 – Giants – Flip (4 avsnitt)
- 2018 – Love Is – Yasir (10 avsnitt)
- 2018–2021 – Black Lightning – Lala (23 avsnitt)
- 2020 – Lovecraft Country – Verton Freeman
- 2021 – True Story – Herschel (7 avsnitt)
- 2022 – The Last Days of Ptolemy Grey – Ezra Bundle
- 2024 – Constellation – Paul Lancaster (7 avsnitt)
- 2025 – Forever – Quincy Clark (2 avsnitt)
- TBA – Crystal Lake – Levon Brooks